# Heinrich Christian Zietz

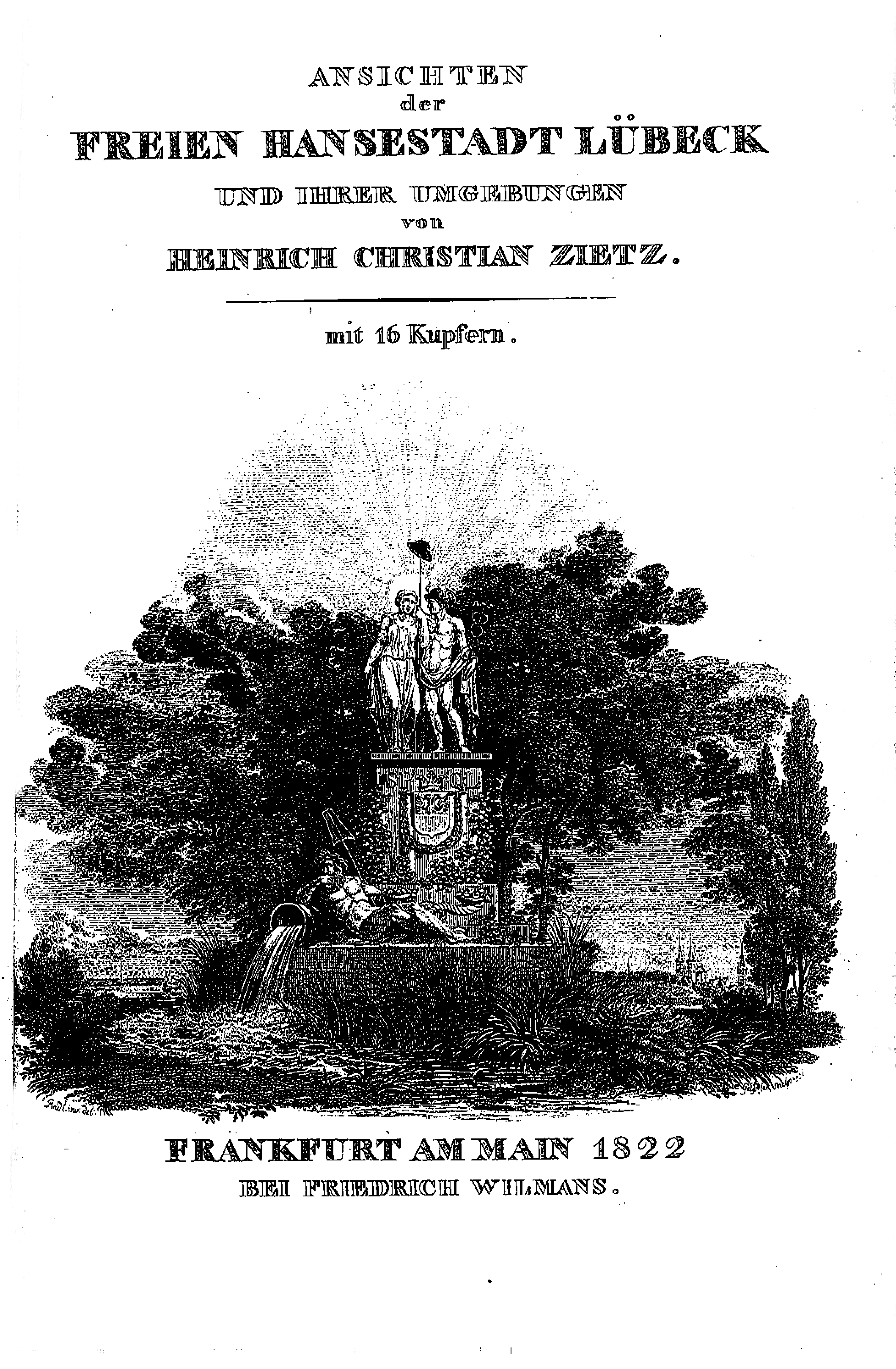
Ansichten

Heinrich Christian Zietz (* 15. Februar 1769 in Lübeck; † 10. Juli 1834 ebenda) war ein evangelischer Pastor und Topograph.

## Leben
Die Familie von Heinrich Christian Zietz stammte aus einer der mecklenburgischen Exklaven im Lauenburgischen. Sein Vater Paul Detlef Zietz (* 27. April 1735 in Lübeck; † 3. Februar 1812 ebenda) war Pastor in Lübeck. Zietz besuchte das Katharineum, bevor er ab 1788 Evangelische Theologie an den Universitäten  Wittenberg und Jena studierte. Nach seiner Rückkehr nach Lübeck 1792 wurde er Kandidat des Geistlichen Ministeriums, musste sich aber zunächst wie fast alle jungen Kandidaten als Hauslehrer eine Anstellung suchen, die er auf einem Gut in Mecklenburg fand. 1804 wurde er zunächst Prediger an St. Petri und Pauli im beiderstädtischen Amt Bergedorf. am 20. März 1809 wurde an die Aegidienkirche in Lübeck berufen, zunächst als dritter Prediger, dann von 1827 bis 1833 als Hauptpastor.
Die Bedeutung von Zietz liegt nicht so sehr in seiner Tätigkeit als evangelischer Geistlicher. Er engagierte sich seit 1796 in der Gesellschaft zur Beförderung gemeinnütziger Tätigkeit im Rahmen seiner Interessen als Bibliothekar und als Archivar und trug zur Erfassung und Erschließung der Bestände der Gesellschaft bei. Gemeinsam mit dem damaligen Ratssekretär und späteren Bürgermeister Karl Ludwig Roeck machte er sich 1818 für Bewahrung und Sammlung von mittelalterlicher Kunst in Lübeck stark, die so aus den baufälligen Nebenkirchen vor deren Abbruch geborgen und der Nachwelt erhalten wurden. Zietz gehörte 1821 zu den Mitbegründern des Vereins für Lübeckische Geschichte um Johann Friedrich Hach.
Als Autor legte Zietz in der Phase der Restauration nach der Franzosenzeit eine umfassende Beschreibung Lübecks um 1820 unter dem Titel Ansichten der Freien Hansestadt Lübeck und ihrer Umgebungen vor, die mit 16 Kupferstichen nach Vorlagen von Anton Radl ausgestattet war. Das Werk ist noch heute eine der wesentlichen Quellen für Zustand und Verfassung Lübecks zum Ende des ersten Quartals des 19. Jahrhunderts. Bemerkenswert für die damalige Zeit ist der angefügte Statistikteil seiner Arbeit, der das Bemühen um eine Bestandsaufnahme für einen Neuanfang unterstreicht. Mit diesem Buch förderte Zietz das Standesbewusstsein der „Hanseaten“, zu denen er vor allem die Kaufleute, die Gelehrten und die Juristen zählte, nicht die Bevölkerung der Hansestädte insgesamt.

## Schriften
- Kurze Beschreibung der freien Hansestadt Lübeck mit besonderer Hinsicht auf ihre nützlichen Anstalten. Zunächst für Fremde und Reisende bestimmt. Lübeck 1814.
- Ansichten der Freien Hansestadt Lübeck und ihrer Umgebungen. Friedrich Wilmans, Frankfurt am Main 1822, Weiland, Lübeck 1978 (Repr.). (Digitalisat)